# شلغم

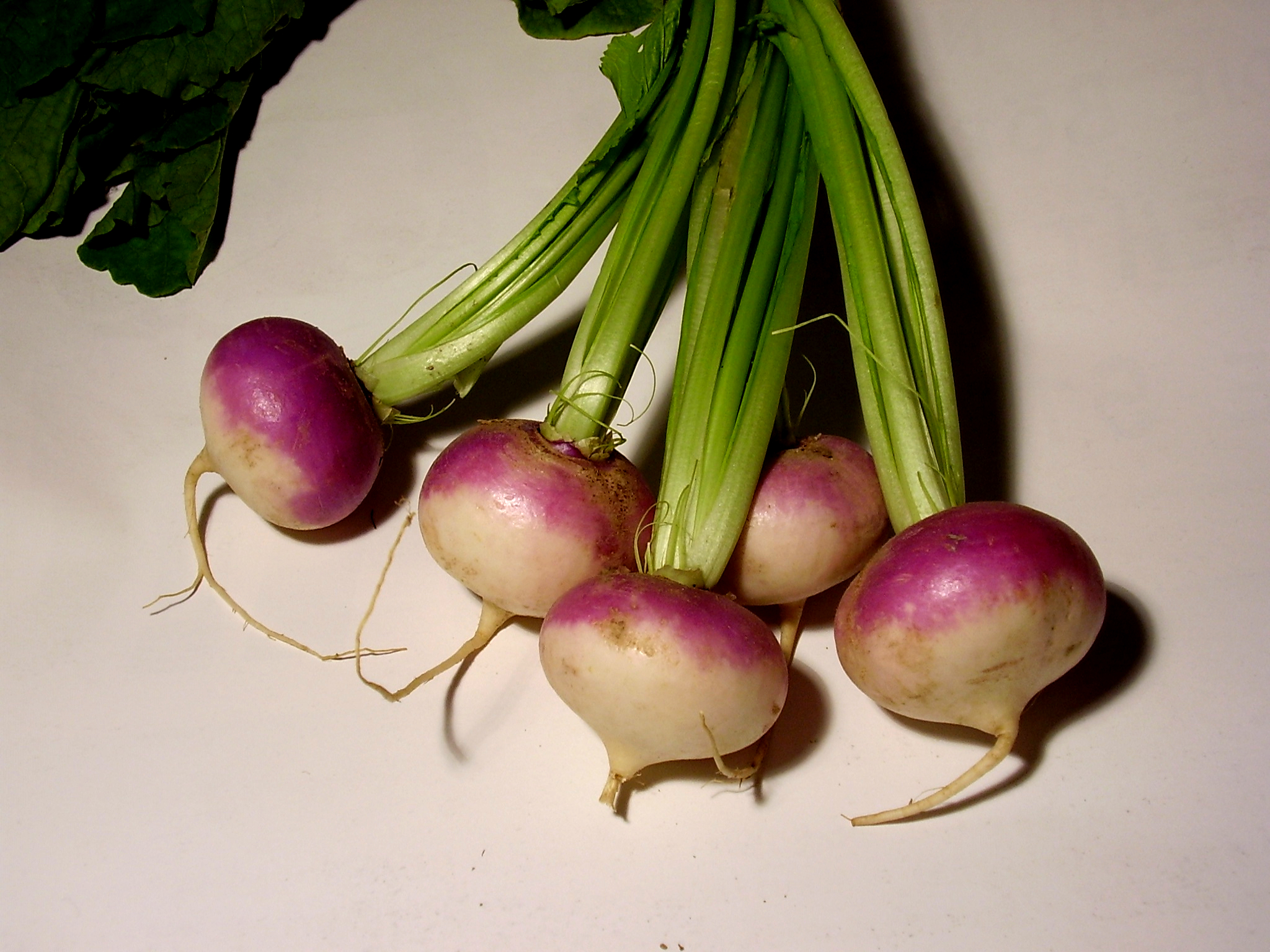
شلغم کامل با ساقه و برگ

شَلْغَم نوعی سبزی ریشه‌ای است به رنگ سبز و سفید یا بنفش و با برگ‌هایی ناصاف و بریدگی‌های زیاد. ریشهٔ آن غدّه‌ای و به شکل‌های گرد یا دراز به رنگ سفید با لکه‌های بنفش می‌باشد.
شلغم نه تنها از نظر داشتن ویتامین و خواص معدنی‌اش ارزنده‌است، بلکه از حیث سایر ویژگی‌های غیر غذایی هم سرآمد بوده و در زمره سبزی‌های مهم شمرده می‌شود. شلغم در خانواده سبزیجاتی نظیر کلم بروکلی، کلم بروکسل، کلم برگ و خردل قرار می‌گیرد. شلغم گیاهی بومی اروپا و آسیای مرکزی است که هنوز هم در زمین‌های وسیع، یا در کنار جویبارها به صورت وحشی می‌روید. رومی‌های باستان و مردم اروپا در سده‌های میانه شلغم مصرف می‌کردند. این انگلیسی‌ها و فرانسوی‌ها بودند که آن را وارد قاره آمریکا کردند. امروزه، شلغم در بسیاری از نقاط دنیا، از جمله: ایالات متحده و کانادا کشت می‌شود که کالیفرنیا و نیوجرسی بیشترین میزان تولید را دارند.

## ویژگی‌ها
شلغم متناسب با واریته و زمانی که از رشد آن گذشته‌است، می‌تواند گرد یا فرفره‌ای‌شکل باشد که قطر آن از ۵ سانتی‌متر تا بیش از ۳۰ سانتی‌متر متغیر است. پوست نرمی دارد که به رنگ‌های سفید، زرد، سبز یا ارغوانی موجود است. گوشته زرد یا سفید شلغم طعم ملایم شیرین، تند و بافتی ترد دارد.
در طول سال انواع مختلف آن کشت می‌شود. نوع ارغوانی «تاپ میلان» که مسطح با نقاطی ارغوانی رنگ است زود رشد می‌کند و یک محصول زمستانی خوب به حساب می‌آید. نوع «اسنوبال» که سفید است رشد سریعی دارد و به‌طور معمول در بهار کاشته می‌شود، ولی نوع «توکیو کراس» محصولی است که در تمامی طول سال قابل کاشت و برداشت است. شلغم ژاپنی «هینونا کابو» هم کشیده و شبیه به هویج است.

## نشانه‌های شلغم خوب
شلغم خوب سه علامت دارد:
1. شلغم باید پر باشد؛ بنابراین اگر وسط آن شل باشد و با فشار انگشت فرو برود، پلاسیده و مانده‌است و چنانچه پخته و مصرف شود، تولید نفخ می‌کند.
2. پوست خارجی شلغم باید براق و شفاف باشد.
3. شلغم باید سنگین باشد و وقتی وسط آن را بریدید، درونش روشن و شفاف باشد.

بر اساس تحقیقات و بررسی‌های دانشمندان، هر صد گرم شلغم دارای ۳۵ کیلو کالری انرژی، ۱ گرم پروتئین، ۷ گرم قند، ۲/۰ گرم چربی، ۱/۱ گرم فیبر، ۴۵ میلی‌گرم گوگرد، ۲۸۰ میلی‌گرم پتاسیم، ۶۰ میلی‌گرم کلسیم، ۳۶ میلی‌گرم ویتامینC است، همچنین صد گرم برگ شلغم دارای ۳۶ کیلو کالری انرژی، ۳ گرم پروتئین، ۴/۰ گرم چربی، ۵/۵ گرم قند، ۲/۱ گرم فیبر، ۵۵ میلی‌گرم گوگرد، ۳۷۵ میلی‌گرم پتاسیم، ۲۶۰ میلی‌گرم کلسیم، ۶۰ میلی‌گرم فسفر، ۹ میلی‌گرم سدیم، ۴/۲ میلی‌گرم آهن و ۴۰ میلی‌گرم ویتامینC است.

### شربت شلغم
روش تهیهٔ شربت شلغم به این ترتیب است که: ابتدا وسط یک شلغم را خالی می‌کنند و در آن کمی شکر یا عسل می‌ریزند. پس از مدتی آب در آن جمع می‌شود. آب را با قاشق برداشته و مصرف می‌کنند.